# Parque natural del Cañón del Río Lobos
El parque natural del Cañón del Río Lobos es un espacio natural protegido de la comunidad autónoma española de Castilla y León. Aproximadamente tres cuartos de su superficie pertenecen a la de provincia de Soria y un cuarto a la provincia de Burgos.

## Geografía
El río Lobos es el eje del cañón del mismo nombre y causante de la erosión que le ha dado forma. Nace en la de Burgos, aunque discurre principalmente por la provincia de Soria. Se sitúa en la separación de la cordillera Ibérica con la alta meseta del Duero.
Las 10 176 ha que comprende el paraje del Cañón del Río Lobos son territorio de Santa María de las Hoyas, San Leonardo de Yagüe, Casarejos, Herrera de Soria, Nafría de Ucero y Ucero (todos éstos en la provincia de Soria); y Hontoria del Pinar (provincia de Burgos). Fueron declaradas parque natural por Decreto de la Junta de Castilla y León 115/1985 de 10 de octubre de 1985, en atención a sus singulares atributos naturales. Posteriormente, en 1987, se declaró ese mismo ámbito Zona de Especial Protección para las Aves (ZEPA). En la actualidad está en tramitación un nuevo Plan de Ordenación de los Recursos Naturales que ampliaría la superficie a 12 244 ha e incluiría terrenos del municipio de Espeja de San Marcelino. 

### Geología
Morfológicamente se trata de un profundo tajo excavado en las calizas del cretácico superior del cauce fluvial, que ha dejado a la vista enormes paredones de varias decenas de metros de elevación. Este tajo es fruto de una doble erosión: la debida al desgaste del propio río y la debida a la disolución de la roca por el agua. El hundimiento del lecho se ha producido al ceder las grutas que previamente había excavado el agua. Este hundimiento ha dejado las zonas cóncavas, también llamadas lermas, que se pueden ver, teñidas por los óxidos, en las paredes del cañón.
Toda el área es un inmenso karst con muchas cuevas y simas, además de sumideros. El sistema de aguas subterráneas y acuíferos es muy completo.
En su parte más baja encontramos el terreno aluvial y en ciertos lugares también se pueden apreciar estratos de margas, arcillas y conglomerados del cretácico inferior. En la parte media del cañón abundan en su mayoría las calizas nodulosas y micríticas con lacazina del cretácico superior con las capas de derrubios que provocan las erosiones debido al ciclo hielo-deshielo. Finalmente, en la parte más alta las calizas pueden ir acompañadas por capas de arcillas arenas y conglomerados.

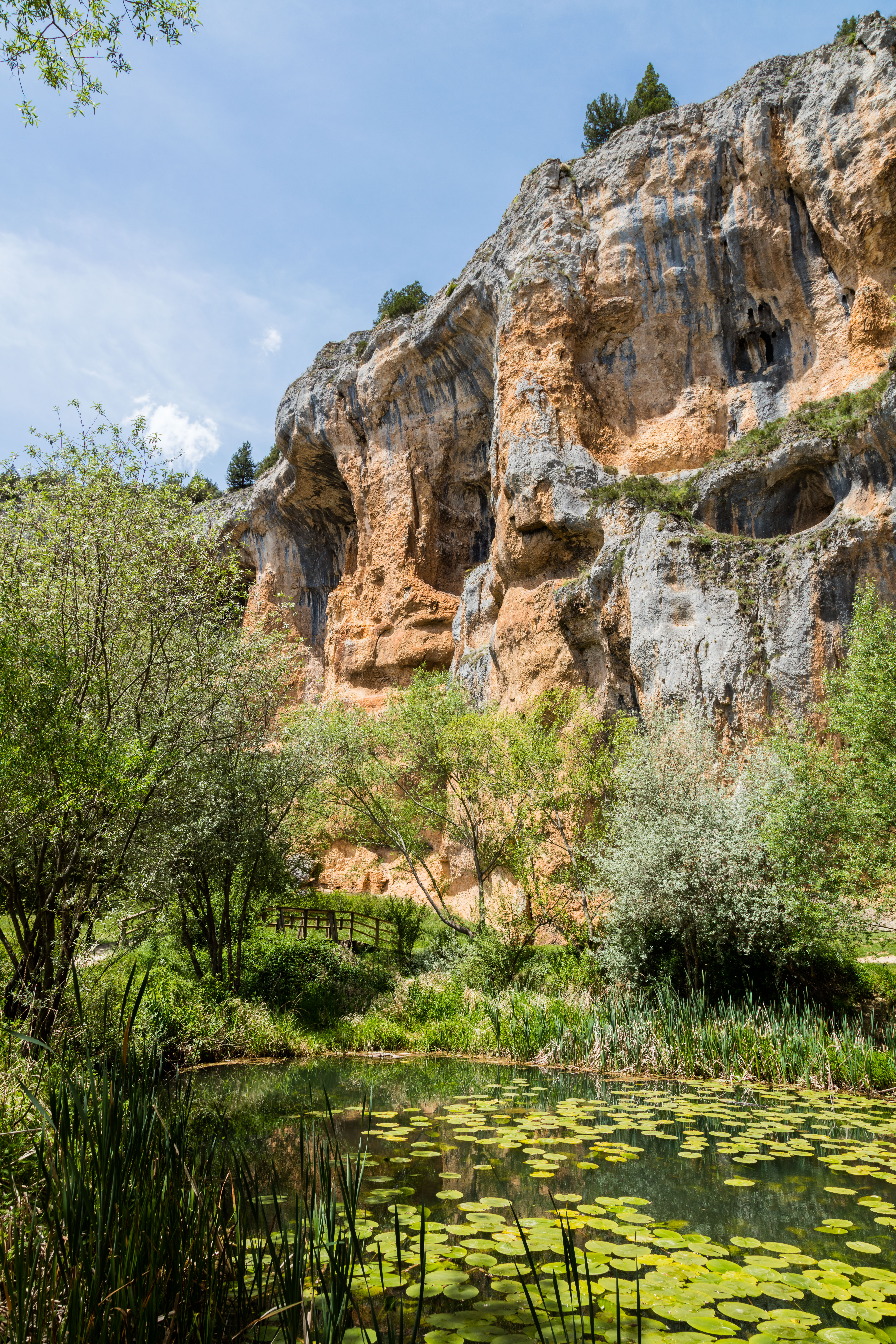
Nenúfares en el cañón del río

El acuífero kárstico del cañón está formado por calizas del cretácico que se apoyan sobre una base impermeable de margas. Este acuífero es muy vulnerable a la contaminación ya que su parte no saturada no depura de manera idónea el agua que le llega, es por esta razón que los pueblos que vierten al río Lobos tienen que tener especial cuidado a la hora de depurar sus aguas.

### Flora
La población vegetal que habita este espacio natural está compuesta por diferentes especies entre las que destaca los emblemáticos sabinares de sabina albar. Junto a este árbol se pueden ver poblaciones abundantes de pino pudio, quejigo y encina. En los espacios cubiertos de matorral se pueden ver enebros, gayubas y aliagas, que se complementan con tomillo, espliego y salvia. 
Las riberas están pobladas por los chopos, alisos, álamos y los sauces, y en las aguas hay nenúfares, eneas y lentejuelas.
En el roquedal podemos encontrar especies como la saxifraga cuneata y la linaria supina o las conocidas como zapatitos de la virgen y el ombligo de Venus.

### Fauna
Su interior se ha erigido en un espacio propicio al desenvolvimiento de diversas especies animales que han encontrado en él un hábitat adecuado. Las de mayor presencia son las aves, y entre ellas las rapaces como el alimoche, el halcón, el águila, el azor y el búho real, y predominantemente el buitre leonado, que puebla las cornisas de los farallones y sus oquedades y que se mantiene en permanente vuelo por la bóveda virtual del cañón. También algunos mamíferos han encontrado acomodo en la hoz del río y en las aguas de este conviven truchas y nutrias. También hay un gran número de especies de anfibios, reptiles y peces como la rana, la lagartija, la culebra, la víbora hocicuda y el barbo.

## Accesos y áreas recreativas

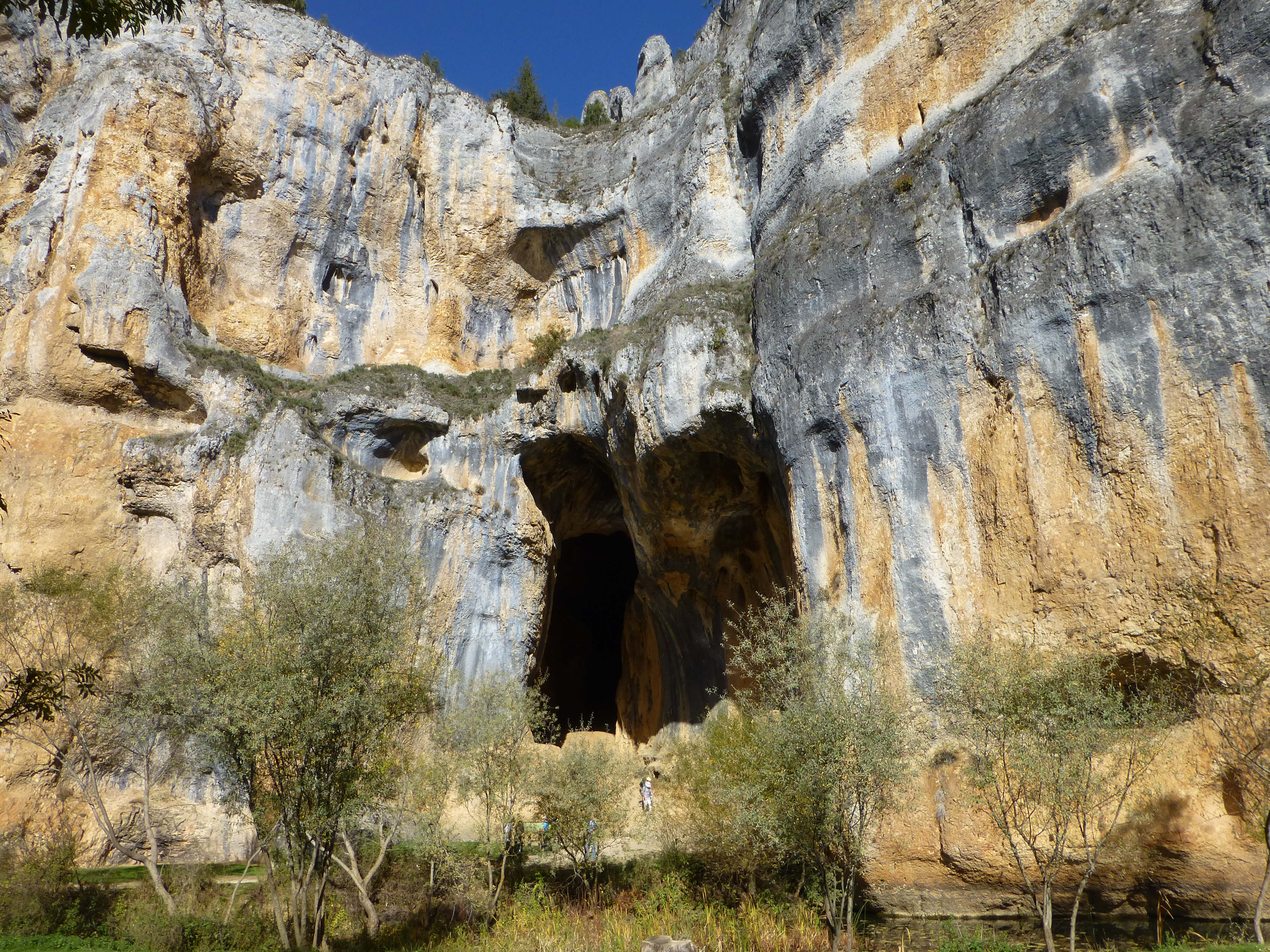
Cueva Grande

Se puede acceder al cañón por varios caminos, aunque los accesos principales se realizan desde tres puntos diferentes:
- Por la parte oeste, aguas arriba, se accede desde Hontoria del Pinar, Burgos, población a la que se llega por la carretera nacional N-234.
- El segundo acceso se encuentra a 12 km del anterior, aproximadamente a mitad de recorrido, faltando 9 km para la salida de Ucero, y es el llamado puente de los Siete Ojos, que está en la carretera provincial SO-934, que une San Leonardo de Yagüe con Santa María de las Hoyas. Es el más usado por senderistas que quieren recorrer el Cañón hasta la ermita de San Bartolomé.
- Al final del cañón se halla la entrada de la Galiana, en la carretera SO-920 entre Casarejos y Ucero, que es la más usada y cercana al Centro de Interpretación del espacio natural. Este se ubica en un antiguo molino reconvertido en piscifactoría.

En todas las entradas hay aparcamientos y servicios de información.
Existen áreas recreativas en varios puntos del parque, en el paraje de Siete Ojos, por la entrada de la Galiana, en Hontoria del Pinar, de los Agualinos y la de La fuente del pino, cerca de Santa María de las Hoyas.
Además, hay cinco miradores oficiales en el parque natural: el mirador de Costalago, el mirador de la Lastrilla, el mirador del Castillo, el mirador de la Galiana y el mirador de las Gullurías. A los cuatro primeros se puede acceder en coche, mientras que al último sólo se puede acceder a pie.
La zona más visitada del parque natural del río Lobos es el entorno de la ermita templaria de San Bartolomé. Esta área se encuentra a 3,5 km de la entrada desde la Galiana, en la explanada que se extiende frente a la Cueva Grande, con pinturas rupestres.

## Ermita de San Bartolomé
La ermita de San Bartolomé es una construcción románica del primer cuarto del siglo XIII con alguna influencia del gótico. Formaba parte de un cenobio del que sólo se conserva la capilla.

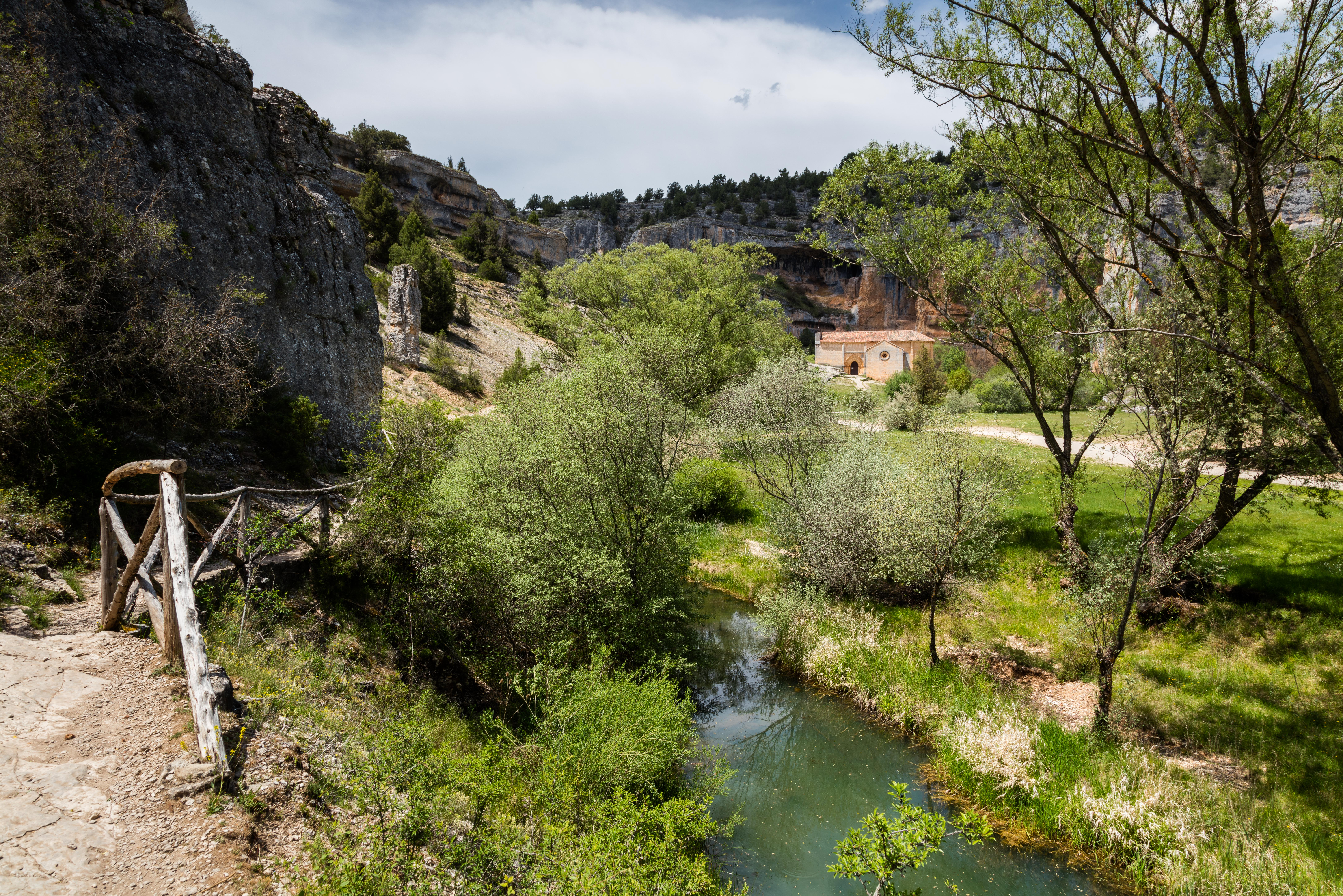
Vista del río con la ermita al fondo

Se vincula con la Orden del Temple aunque no existe ninguna referencia documental al respecto más allá de una mención equivocada de Loperráez que la vincula con San Juan de Otero cenobio templario situado en el cerro de San Juan situado entre las localidades de Portelárbol y Portelrubio.
El 24 de agosto se celebra la tradicional romería de San Bartolomé en la ermita del cañón.
Está situada en el término municipal de: Comunidad de: Herrera de Soria, Nafría de Ucero y Ucero, y es visitada por más de 10 000 personas al año. El techo negro de la cueva es debido a la tinción causada por las hogueras de los scout. Aunque su causa principal se debe a la erosión y la humedad causadas por el agua.

## Actividades
Hay muchas actividades que se pueden realizar dentro del parque. Todas ellas están reguladas. Para el acceso a algunas zonas en épocas concretas se precisa permiso especial, lo mismo que para andar a caballo. Se puede acceder en bicicleta por las pistas y caminos señalados. La escalada está prohibida y la espeleología requiere de permiso, estando algunas grutas cerradas.
La actividad por excelencia es el senderismo. La más recorrida es la PR-SO-BU-65, senda del río, que recorre el cañón en su totalidad. Además, el parque está cruzado por dos rutas de Gran Recorrido: la GR-86, Sendero Ibérico Soriano, y la GR-86-2, Variante de San Leonardo y varias Rutas de Pequeño Recorrido: la PR-SO-03, ruta de las Sabinas; la senda al pico de Navas, la PO-BU-05, Senda Hontoria; la PR-SO-06; la PR-SO-46, El Torcajón; la PR-SO-47, Tres cruces; la PR-SO-49, cañada Real de la Merinas; la PRC-SO-66, senda del castillo y la PRC-SO-67, ruta de las Gullurías. Hay también 8 sendas que realizan recorridos dentro del espacio protegido.

## Ocupación humana
Desde antiguo se sabe que el hombre ha venido ocupando estas tierras. Dan testimonio de ello los grabados y pinturas rupestres halladas en algunas cavidades y datadas en la Edad del Bronce. La ermita de San Bartolomé es una construcción medieval y una de las numerosas variantes del Camino de Santiago pasaba por aquí.